# Championnat de Grèce de football 1966-1967
Navigation
Saison précédente Saison suivante
La saison 1966-1967 du Championnat de Grèce de football était la 19e édition de la première division grecque.
C'est la dernière saison à 16 clubs avant l'élargissement du championnat à 18 clubs, en vigueur à partir de la saison 1967-1968. Afin de permettre le passage de 16 à 18 clubs, le club classé 16e à l'issue de la saison sera relégué en Beta Ethniki alors que 3 clubs seront promus (2 clubs issus de Beta Ethniki ainsi que le champion de Chypre).
Lors de cette saison, l'Olympiakos a tenté de conserver son titre de champion de Grèce face aux quinze meilleurs clubs grecs lors d'une série de matchs se déroulant sur toute l'année. Les seize clubs participants au championnat ont été confrontés à deux reprises aux quinze autres.
À l'issue de la saison, c'est l'Olympiakos qui termine en tête du championnat et qui obtient ainsi son 17e titre de champion de Grèce.

## Qualifications en Coupe d'Europe
À l'issue de la saison, le club champion se qualifie pour la Coupe d'Europe des clubs champions 1967-68. Le vainqueur de la Coupe de Grèce est quant à lui qualifié pour la Coupe d'Europe des vainqueurs de coupe 1967-68. De plus, un club représentera la Grèce lors de la Coupe d'Europe des villes de foires.

## Les 16 clubs participants
| Club                  | Classement 1965-66 | Stade                          | Capacité | Ville         |
| --------------------- | ------------------ | ------------------------------ | -------- | ------------- |
| AEK Athènes           | 3                  | Stade Olympique                | 71 030   | Athènes       |
| Apollon Smyrnis       | 10                 | Stade Georgios Kamaras         | 14 200   | Athènes       |
| Aris Salonique        | 5                  | Harilaou Stadion               | 18 308   | Salonique     |
| Egaleo FC             | 9                  | Stade Stavros Mavrothalassitis | 8 217    | Egaleo        |
| Ethnikos Piraeus      | 7                  | Elliniko Stadium               | 10 800   | Le Pirée      |
| Iraklis Thessalonique | 12                 | Stade Kaftantzoglio            | 28 000   | Thessalonique |
| Olympiakos Le Pirée   | 1                  | Stade Karaiskaki               | 33 334   | Le Pirée      |
| Panathinaikos         | 2                  | Stade Olympique                | 71 030   | Athènes       |
| Panionios             | 4                  | Stade Nea Smyrnis              | 11 700   | Athènes       |
| Panserraikos          | 14                 | Serres Stadium                 | 9 500    | Serrès        |
| PAOK Salonique        | 6                  | Stade de Toúmba                | 28 701   | Thessalonique |
| Pierikos              | 8                  | Stade municipal                | 4 200    | Katerini      |
| Proodeftiki           | 13                 | Stade Nikaias                  | 4 361    | Korydallos    |
| Trikala               | 11                 | Stade municipal                | 15 000   | Trikala       |
| Veria FC              | Beta Ethniki       | Stade de Veria                 | 7 000    | Véria         |
| Vyzas FC              | Beta Ethniki       | Stade de Megara                | 3 500    | Megara        |

## Compétition

### Classement
Le classement est établi sur le barème de points suivant :
- Victoire : 3 points
- Match nul : 2 points
- Défaite : 1 point
- Forfait ou abandon du match : 0 point

Pour départager les égalités, les équipes jouent une (ou plusieurs si elles sont plus de 2) rencontres d'appui sur terrain neutre. En cas de match nul, c'est l'équipe qui a la meilleure différence de buts au classement général qui est déclarée vainqueur. 
| Rang | Équipe            | Pts | J  | G  | N  | P  | Bp | Bc | Diff |
| ---- | ----------------- | --- | -- | -- | -- | -- | -- | -- | ---- |
| 1    | Olympiakos (T)    | 79  | 30 | 21 | 7  | 2  | 59 | 17 | +42  |
| 2    | AEK Athènes       | 76  | 30 | 18 | 10 | 2  | 52 | 21 | +31  |
| 3    | Panathinaikos (C) | 71  | 30 | 17 | 7  | 6  | 42 | 24 | +18  |
| 4    | PAOK Salonique    | 67  | 30 | 13 | 11 | 6  | 36 | 20 | +16  |
| 5    | Aris Salonique    | 63  | 30 | 14 | 5  | 11 | 38 | 30 | +8   |
| 6    | Panionios         | 61  | 30 | 11 | 9  | 10 | 38 | 36 | +2   |
| 7    | Ethnikos Piraeus  | 59  | 30 | 11 | 7  | 12 | 42 | 38 | +4   |
| 8    | Proodeftiki       | 57  | 30 | 8  | 11 | 11 | 37 | 41 | -4   |
| 9    | Iraklis Salonique | 56  | 30 | 7  | 12 | 11 | 25 | 39 | -14  |
| 10   | Egaleo            | 55  | 30 | 9  | 7  | 14 | 36 | 47 | -11  |
| 11   | Apollon Smyrnis   | 54  | 30 | 8  | 8  | 14 | 33 | 35 | -2   |
| 12   | Vyzas FC (P)      | 54  | 30 | 10 | 4  | 16 | 32 | 54 | -22  |
| 13   | Veria FC (P)      | 53  | 30 | 7  | 9  | 14 | 23 | 37 | -14  |
| 14   | Pierikos -1       | 52  | 30 | 8  | 7  | 15 | 36 | 51 | -15  |
| 15   | Panserraikos      | 52  | 30 | 7  | 8  | 15 | 29 | 46 | -17  |
| 16   | Trikala           | 50  | 30 | 7  | 6  | 17 | 33 | 55 | -22  |

| Légende : Qualifications et relégations | Légende : Qualifications et relégations                                                                        |
| --------------------------------------- | --- |
|                                         | Coupe d'Europe des Clubs champions 1967-1968                                                                   |
|                                         | Coupe d'Europe des vainqueurs de coupe 1967-1968                                                               |
|                                         | Coupe d'Europe des villes de foires 1967-1968                                                                  |
|                                         | Relégation en Beta Ethniki                                                                                     |
|                                         | (T) : Tenant du titre 1965-1966 (C) : Vainqueurs de la Coupe de Grèce de football (P) : Promus de Beta Ethniki |

- Pierikos a reçu une pénalité d'un point.

### Matchs
| Résultats (▼dom., ►ext.)                                   | AEK | ApS | Ari | Ega | Eth | Ira | Oly | Pan | Pnn | Pns | PAO | Pie | Pro | Tri | Ver | Vyz |
| AEK Athènes                                                |     | 1-1 | 3-0 | 2-1 | 0-0 | 3-1 | 1-0 | 0-0 | 3-0 | 5-1 | 2-0 | 3-0 | 4-3 | 2-1 | 2-1 | 2-0 |
| Apollon Smyrnis                                            | 0-1 |     | 1-1 | 0-1 | 1-0 | 5-0 | 0-2 | 0-1 | 0-1 | 1-1 | 2-0 | 1-1 | 2-1 | 1-2 | 3-0 | 2-1 |
| Aris Salonique                                             | 2-0 | 1-0 |     | 2-0 | 3-1 | 1-0 | 2-2 | 0-1 | 2-2 | 2-0 | 1-0 | 3-0 | 2-1 | 3-1 | 2-0 | 4-1 |
| Egaleo                                                     | 0-2 | 2-6 | 0-1 |     | 2-1 | 4-2 | 0-0 | 2-4 | 1-1 | 3-1 | 1-2 | 2-1 | 0-0 | 1-0 | 3-1 | 2-1 |
| Ethnikos Piraeus                                           | 1-2 | 3-0 | 3-0 | 3-1 |     | 0-2 | 3-3 | 0-2 | 0-1 | 1-0 | 0-0 | 5-3 | 1-1 | 4-3 | 1-0 | 2-0 |
| Iraklis Salonique                                          | 0-0 | 0-0 | 2-0 | 1-1 | 1-1 |     | 0-1 | 1-2 | 3-2 | 2-0 | 0-0 | 3-2 | 1-0 | 1-0 | 1-1 | 0-1 |
| Olympiakos                                                 | 1-1 | 3-0 | 1-0 | 1-0 | 2-1 | 6-0 |     | 4-0 | 3-0 | 3-0 | 3-2 | 2-1 | 2-0 | 2-0 | 1-0 | 3-1 |
| Panathinaikos                                              | 0-0 | 2-1 | 3-2 | 2-1 | 2-0 | 2-0 | 0-1 |     | 1-1 | 3-1 | 0-0 | 3-0 | 1-2 | 2-0 | 0-1 | 2-0 |
| Panionios                                                  | 0-1 | 1-1 | 2-0 | 1-2 | 1-0 | 1-1 | 0-0 | 0-2 |     | 4-1 | 1-0 | 2-0 | 2-1 | 3-0 | 2-1 | 3-1 |
| Panserraikos                                               | 1-1 | 1-0 | 1-0 | 0-0 | 1-2 | 0-0 | 0-0 | 2-0 | 1-1 |     | 1-1 | 2-1 | 2-3 | 1-0 | 4-0 | 3-1 |
| PAOK Salonique                                             | 1-0 | 2-1 | 0-0 | 3-1 | 2-0 | 0-0 | 2-0 | 0-0 | 2-1 | 2-0 |     | 0-0 | 1-0 | 6-0 | 3-1 | 5-2 |
| Pierikos                                                   | 4-4 | 1-1 | 0-0 | 1-0 | 0-0 | 2-0 | 0-2 | 0-2 | 3-2 | 3-0 | 2-0 |     | 0-0 | 3-1 | 0-2 | 4-1 |
| Proodeftiki                                                | 1-1 | 1-1 | 1-0 | 2-2 | 0-5 | 2-2 | 0-4 | 1-1 | 3-1 | 2-2 | 0-1 | 6-1 |     | 1-0 | 0-0 | 2-1 |
| Trikala                                                    | 1-2 | 0-2 | 2-1 | 2-2 | 2-2 | 1-0 | 1-2 | 2-3 | 1-1 | 2-1 | 1-1 | 2-1 | 0-0 |     | 2-1 | 4-3 |
| Veria                                                      | 0-0 | 2-0 | 1-3 | 1-0 | 1-2 | 0-0 | 1-1 | 1-1 | 1-1 | 2-1 | 0-0 | 1-2 | 1-0 | 1-0 |     | 1-1 |
| Vyzas FC                                                   | 0-4 | 2-0 | 1-0 | 3-1 | 2-0 | 1-1 | 1-4 | 1-0 | 1-0 | 1-0 | 0-0 | 1-0 | 0-3 | 2-2 | 1-0 |     |
| - Victoire à domicile - Match nul - Victoire à l'extérieur |     |     |     |     |     |     |     |     |     |     |     |     |     |     |     |     |

### Matchs de barrages

#### Pour la14eplace
| Équipe 1 | Résultat | Équipe 2     |
| -------- | -------- | ------------ |
| Pierikos | 2-1      | Panserraikos |

## Bilan de la saison
| Tableau d'Honneur                |               |
| Compétition                      | Vainqueur     |
| Championnat de Grèce de football | Olympiakos    |
| Coupe de Grèce de football       | Panathinaikos |

| Qualifications européennes 1967-1968             |                |
| Coupe d'Europe des Clubs champions 1967-1968     | Qualifié       |
| 1er tour                                         | Olympiakos     |
| Coupe d'Europe des vainqueurs de Coupe 1967-1968 | Qualifié       |
| 1er tour                                         | Panathinaikos  |
| Coupe d'Europe des villes de foires 1967-1968    | Qualifié       |
| 1er tour                                         | PAOK Salonique |

| Promotions et relégations |                                                     |
| Relégués en Beta Ethniki  | AO Trikala                                          |
| Promus de Beta Ethniki    | Olympiakos Nicosie Panelefsiniakos Olympiakos Volos |

## Statistiques

### Meilleurs buteurs
| # | Buteurs          | Clubs           | Nb de Buts |
| - | ---------------- | --------------- | ---------- |
| 1 | George Sideris   | Panathinaikos   | 24         |
| 2 | Vasilis Kiriakou | Apollon Smyrnis | 21         |
| 3 | Sakis Kouvas     | Vyzas FC        | 15         |
| 3 | Yiannis Frantzis | AO Proodeftiki  | 15         |
| 5 | Yórgos Dédes     | Panionios       | 14         |